# Petrus Josephus Cuypers
Petrus Josephus Cuypers (Oudenbosch, 11 april 1763 – Bergen op Zoom, 18 december 1844), ook wel Cuijpers, was een Noord-Brabants volksvertegenwoordiger, bestuurder en grondbezitter in de Bataafs-Franse tijd en onder koning Willem I.

## Levensloop
Petrus Josephus Cuypers werd geboren als zoon van de ambtenaar Cornelis Franciscus Cuijpers, die in dienst was van de markiezen van Bergen op Zoom, en Isabella Jacoba Eymberts. In 1794 werd hij aangesteld als drossaard van het oosterkwartier van het markizaat Bergen op Zoom, en in 1795 werd hij burgemeester van Oudenbosch. In 1796 trouwde hij met de dochter van de rentmeester van het noorderkwartier van het markizaat, Maria Elisabeth Theresia van Mattemburch, met wie hij vier zoons en twee dochters zou krijgen.
In 1796 werd hij ook lid van de Vergadering van representanten van het Volk van Bataafs Brabant en in 1798 werd hij lid van de Eerste Kamer van het Vertegenwoordigend Lichaam. Hij was hier drie jaar lid van, voor het districts Steenbergen/Bergen op Zoom, waaronder twee weken als voorzitter van de Eerste Kamer. Van november 1801 tot oktober 1807 (met enkele korte onderbrekingen) was hij lid van het Wetgevend Lichaam voor het departement Brabant. Van 1807 tot 1810 was hij door Lodewijk Napoleon benoemd tot lid van de Staatsraad. In de Staatsraad was hij afwisselend lid van de secties financiën en algemene zaken. In de Bataafs-Franse tijd verwierf Cuypers een aantal voormalige domeingoederen van de markiezen van Bergen op Zoom.
Ook na het verkrijgen van de onafhankelijkheid van de Nederlanden in 1814 speelde hij een rol in de (nationale) politiek. Eerst van september tot december 1814 als lid van de Provinciale Staten van Brabant, daarna als lid van de Staten-Generaal der Verenigde Nederlanden (tot 1 september 1815). Toen de Staten-Generaal in twee kamers werd gesplitst, werd hij lid van de Tweede Kamer der Staten-Generaal voor Noord-Brabant, wat hij tot 1834 zou blijven. Ook op lokaal niveau bleef hij politiek actief. Van 1818 tot 1824 was hij lid van het College van Burgemeesters van Bergen op Zoom, en van 1824 tot 1838 was hij burgemeester van Bergen op Zoom. Daarnaast was hij lid in buitengewone dienst van de Raad van State vanaf 1821.
In de Staten-Generaal was Cuypers regeringsgezind, al stelde hij zich tamelijk onafhankelijk op. Zo stemde hij als een van de vijf Noord-Nederlanders in 1829 tegen de tienjarige begroting, en stemde hij ook in 1830 tegen de uitgaven van de begroting. In 1833 behoorde hij tot de 24 leden die tegen de ontwerp-Wet op de Middelen stemde, al stemde hij weer wel voor de begroting.
Cuypers was heer van Spangen en Tedingerbroek en ambachtsheer van Grijsoord en Klinkerland. Hij was schoonvader van het latere Tweede Kamerlid Lambertus Dominicus Storm en grootvader van het Tweede Kamerlid Lambert de Ram.